# Santarcangelo di Romagna
Santarcangelo di Romagna, está ubicada sobre una colina baja, a pocos kilómetros de la costa Adriática.
Es un municipio de la provincia de Rímini en la región de la Emilia-Romaña, en Italia. 
Denominada como " la ciudadela del teatro " por Roberto Bacci, se ha vuelto un laboratorio interminable de lenguas e ideas; una ciudad de alameda que, no estando provista de un teatro, se ha hecho un teatro en sí misma, de sus plazas y calles como ubicaciones de representaciones que marcan la historia del teatro contemporáneo.

## Demografía
| Gráfica de evolución demográfica de Santarcangelo di Romagna entre 1861 y 2001 |
|                                                                                |
| Fuente ISTAT - elaboración gráfica de Wikipedia                                |

## Festival de Santarcángelo
Santarcangelo dei Teatri 
Nacido en 1971, en esta localidad, este festival fue llamado "el Festival Internacional de Teatro de Plaza", dedicado especialmente al teatro experimental.
Bajo la dirección de arte del romano Piero Patino, vinculado a los movimientos de 1968 y el folklore innato en la tradición cultural de esta tierra: aquella parte de Romagna que es alimento de visionarios y poetas.